# Talisia hemidasya
Talisia hemidasya är en kinesträdsväxtart som beskrevs av Ludwig Radlkofer. Talisia hemidasya ingår i släktet Talisia och familjen kinesträdsväxter. Inga underarter finns listade i Catalogue of Life.